# Werner Grothmann
Werner Grothmann (1915 – 2002), était un fonctionnaire nazi né à Francfort-sur-le-Main.  Il fut un officier comptable jusqu’en 1933 et devint membre de la SS. À la fin des années 1930, il devint membre de la 1re division SS Leibstandarte Adolf Hitler, commandant les Deutsches SS Standarten à Munich.
Il fut blessé lors des combats de la bataille de France. À dater du 15 août 1940 il est affecté au secrétariat personnel de Heinrich Himmler en qualité d'aide camp. Au 1er avril 1942 il devient le premier adjudant de Himmler. Au nombre de ses tâches en tant qu'adjudant figurait la tenue de l'agenda de Himmler, notamment pour la planification de ses voyages et rendez-vous En 1943, il fut promu major dans la SS (Sturmbannführer). En avril-mai 1945, lors de l’effondrement du régime nazi, il se joignit à Heinrich Himmler en même temps que Macher avec qui il fut arrêté après le suicide du Reichsführer.
En raison de son appartenance aux cercles des proches de Heinrich Himmler, il comparut souvent en tant que témoin dans les procès à charge d’ex-nazis. Au cours du procès à charge de Karl Wolff, il nia avoir été au courant de l’Aktion Reinhardt. Au cours de son procès en tant que criminel de guerre, en 1966, il fut prouvé que c’était un mensonge. Le procès ne conclut toutefois pas à sa culpabilité. Il travailla comme homme d’affaires jusqu’à son décès le 26 février 2002.